# Râul Valea Spinării
Râul Valea Spinării este un curs de apă, afluent al râului Valea Doamnelor. 

## Hărți
- Harta Munților Bucegi  Arhivat în 28 mai 2008, la Wayback Machine.
- Harta Munților Leaota  Arhivat în 9 iunie 2008, la Wayback Machine.